# بيل بريكينريدغ
بيل بريكينريدغ (بالإنجليزية: Bill Breckinridge)‏ هو لاعب كرة قاعدة أمريكي، ولد في 16 أكتوبر 1907 في تلسا في الولايات المتحدة، وتوفي في 23 أغسطس 1958.

## وصلات خارجية
- بيل بريكينريدغ على موقعبيزبول رفرنس.كوم (الدوري الرئيسي) (الإنجليزية)